# وزارت محیط زیست، توسعه پایدار، ترابری و مسکن
وزارت محیط زیست، توسعه پایدار، ترابری و مسکن (به فرانسوی: Ministère de l'Écologie, du Développement durable, des Transports et du Logement, MEDDTL) یکی از وزارت‌خانه‌های دولت فرانسه است، حول یک عضو کابینه که اغلب «وزیر محیط زیست» خوانده می‌شود.
از سال ۱۹۷۴ تا سال ۱۹۷۷، این سِمَت وزیر کیفیت زندگی نامیده می‌شد و در ۱۹۷۸ به وزیر محیط زیست و شیوه زندگی تبدیل شد. عنوان و سِمت فعلی بیانگر اصطلاح توسعه پایا، با توجه به تأثیر حزب سبز و جنبش‌های طرفدار محیط زیست در سیاست فرانسه در طول دهه گذشته‌است.

## وظایف
این وزارتخانه مسئول سیاست زیست‌محیطی کشور  شامل حفاظت از تنوع زیستی، کاربرد پروتکل آب و هوای کیوتو، کنترل زیست محیطی صنایع و همچنین مسئول حمل و نقل شامل بخش مقررات هوایی، جاده‌ای، راه آهن و دریا میباشد. مسئولیت پارک‌های ملی و سیاست مسکن را نیز تحت پوشش دارد. این وزارتخانه بودجه را بین آژانس‌ها یا شوراهای تحقیقاتی توزیع می‌کند و از سال ۲۰۱۷ مسئول سیاست انرژی نیز میباشد. 

## آژانس‌های تابعه
- دفتر تحقیق و تجزیه و تحلیل برای ایمنی هوانوردی غیرنظامی[۲]
- اداره کل هوانوردی غیر نظامی[۳]
- دفتر تنوع زیستی فرانسه